# Forte do Porto Formoso

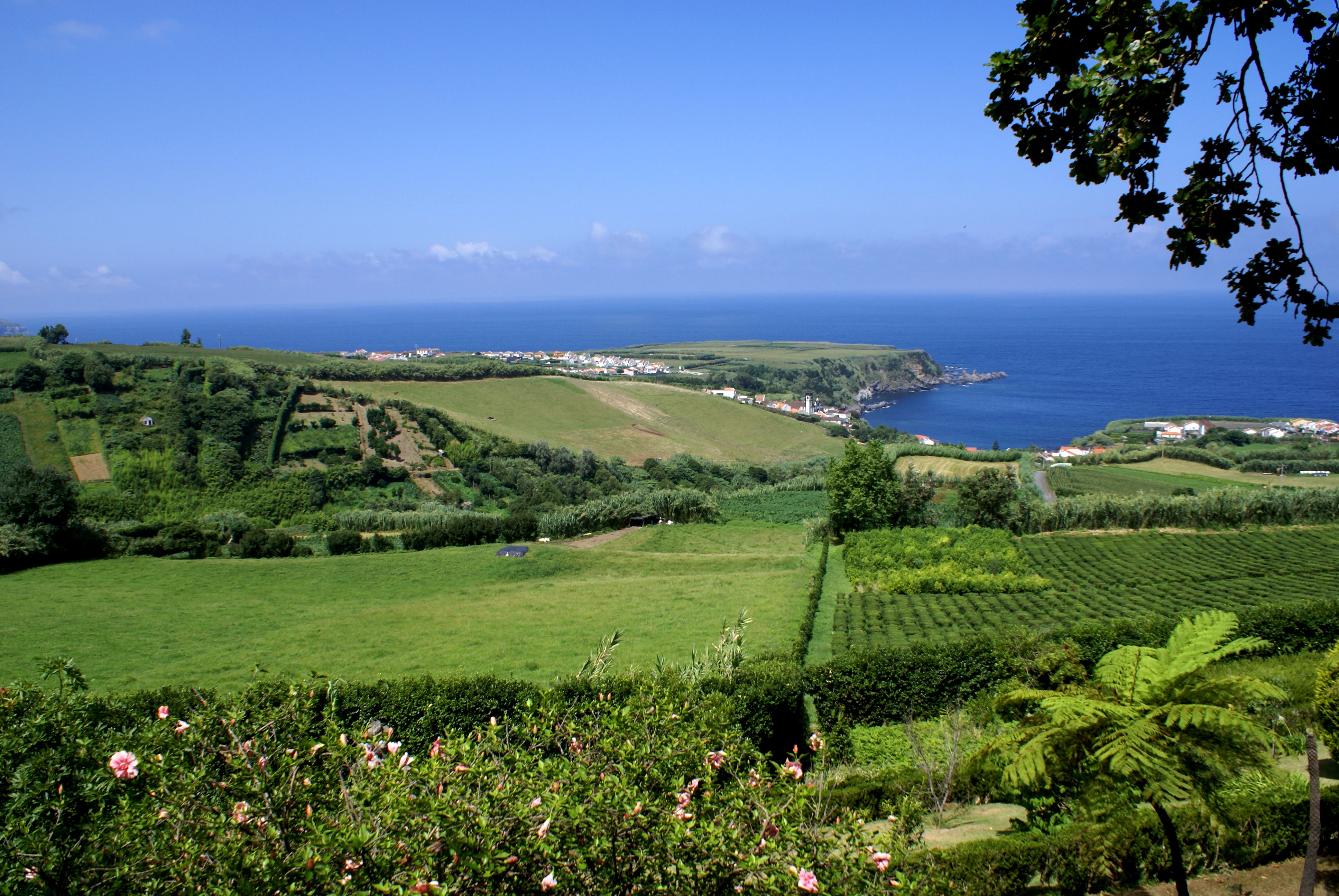
Porto Fomoso, Ribeira Grande.

O Forte de São Brás do Porto Formoso, também referido como Castelo do Porto Formoso, Forte do Porto Formoso e Forte de Nossa Senhora da Graça, localiza-se na freguesia de Porto Formoso, concelho da Ribeira Grande, a norte da ilha de São Miguel, nos Açores.
Em posição dominante sobre este trecho do litoral, constituiu-se em uma fortificação destinada à defesa deste ancoradouro contra os ataques de piratas e corsários, outrora frequentes nesta região do oceano Atlântico.

## História
No contexto da Guerra da Sucessão Espanhola (1702-1714) encontra-se referido como "O Reduto do lugar do Porto Formoso." na relação "Fortificações nos Açores existentes em 1710".
No contexto da instalação da Capitania Geral dos Açores, o seu estado foi assim reportado em 1767:
"19.° — Forte de Nossa Senhora da Graça, no Porto Formoso. Tem 8 canhoneiras e 3 peças de ferro, incapazes; precisa 8."
Ao final do século XVIII, a Relação dos Castelos e mais Fortes da Ilha de S. Miguel do seu estado do da sua Artelharia, Palamentas, Muniçoens e do q.' mais precizam, pelo major engenheiro João Leite de Chaves e Melo Borba Gato, informava:
"Castelo do Porto Formoso - No termo ainda de V.a Franca, ultimo do seu Districto, e o 1.a da costa Norte, pois q.' desde a extremid.e de Leste, da costa do Sul onde está a V.a do Nordeste, ate a ponta do Norte da costa de Leste onde está o lug.r dos Fenaes de Vera Cruz não há mais Forte, ou Cast.o algu' senão o deste lug.r assim chamado por ser a maior bahia q.'entra pela terra, mais como fica exposta ao Norte he a sua capacid.e inutil; porq.' ruinãdo aqui m.to os ventos deste quadrante, q.lq.r sopre embravesse o mar de sorte q,' chega a roxa onde estão os barcos varados, q.' se faz necessario subilos por corda e por este motivo tãobem julgo se deve abandonar. Tem 8 canhoneiras, e 5 peças pequenas no xão, palam.ta e munições nada."
Em 1817 encontrava-se arruinado e desartilhado, tendo sido reconstruído e novamente artilhado, com quatro peças, em 1820.[carece de fontes?]
Ao tempo da Guerra Civil Portuguesa (1828-1834), com o nome de Forte de Nossa Senhora da Graça ou simplesmente Castelo, por ocasião do desembarque das tropas liberais no Pesqueiro da Achadinha (a 1 de agosto de 1831), foi abandonado pela guarnição miguelista, depois de lhe ter encravado a artilharia.
Em 1909 encontrava-se uma vez mais em ruínas. Mais tarde, as suas dependências foram utilizadas para instalação de um traiol para derreter gordura de baleias.
Atualmente em ruínas, apenas subsistem uma parte da cortina oeste (onde se abrem duas canhoneiras), a cortina sul (onde se abre um vão de porta) e alguns vestígios de paredes interiores. No ângulo formado pelas duas cortinas pode ver-se uma guarita com vigias direcionadas para a praia e para o mar.

## Características
Constituiu-se em um forte de pequenas dimensões, em alvenaria de pedra argamassada, em cujos muros se abriam primitivamente oito canhoneiras. Uma planta, possivelmente do século XIX, mostra-o com planta poligonal irregular, com seis faces, com sete canhoneiras pelos lados de mar e edificação de serviço com dois compartimentos pelo lado de terra.